# Calci 48
El calci 48, o Ca-48, és un isòtop poc comú de calci que conté 20 protons i 28 neutrons. Constitueix el 0,187% del calci natural per fracció molar. Tot i que és inusualment ric en neutrons per un nucli lleuger, l'única via d'aquest isòtop oberta per la desintegració radioactiva és el procés extremadament rar de desintegració doble beta. Té una vida mitjana d'aproximadament 4,3 × 1019 anys, per la qual cosa a efectes pràctics es pot tractar com a estable. Un factor que contribueix a aquesta estabilitat inusual és que 20 i 28 són nombres màgics, cosa que fa de 48Ca un nucli «doblement màgic».
Com que 48Ca és alhora estable i ric en neutrons, és una matèria primera valuosa per la producció de nous nuclis en acceleradors de partícules, tant per fragmentació com per reaccions de fusió amb altres nuclis, per exemple, en la recent producció d'oganessó. Els nuclis més pesants generalment requereixen una major fracció de neutrons per una màxima estabilitat, per la qual cosa els materials rics en neutrons són necessaris com a punt de partida.
48Ca és el nucli més lleuger conegut que experimenta una desintegració doble beta i l'únic prou simple per ser analitzat amb el model de capes nuclear. També allibera més energia (4.27 MeV) que qualsevol altre candidat de desintegració doble beta. Aquestes propietats el converteixen en una prova interessant dels models d'estructura nuclear i un candidat prometedor en la cerca constant de desintegracions doble beta sense neutrins.